# 80
Évszázadok: i. e. 1. század – 1. század – 2. század
Évtizedek: 30-as évek – 40-es évek – 50-es évek – 60-as évek – 70-es évek – 80-as évek – 90-es évek – 100-as évek – 110-es évek – 120-as évek – 130-as évek
Évek: 75 – 76 – 77 – 78 –  79 – 80 – 81 – 82 – 83 – 84 – 85

## Események

### Római Birodalom
- Titus császárt (helyettese január 13-tól Aulus Didius Gallus Fabricius Veiento, márciustól Quintus Aurelius Pactumeius Fronto, májustól Caius Marius Marcellus Octavius Publius Cluvius Rufus, júliustól Marcus Atilius Postumus Bradua, szeptembertől Sextius Neranius Capito, novembertől Marcus Tittius Frugi) és öccsét, Caesar Domitianust (helyettese Lucius Aelius Lamia Plautius Aelianus, Qunitus Pompeius Trio, Lucius Acilius Strabo, Titus Vinicius Iulianus) választják consulnak.
- A Vezúv előző évi kitörése után Rómát is katasztrófák sújtják. Előbb hatalmas tűzvész tombol három napon át, amely elpusztítja a Pantheont és a Vespasianus által felújított Jupiter-templomot. Ezt követően súlyos járvány tör ki.
- A csapások ellensúlyozására és az istenek kiengesztelésére Titus száz napig tartó látványos ünnepségsorozattal avatja fel az elkészült Colosseumot. Az ünnepségeken 9 ezer állatot ölnek meg a viadalok során.
- Germaniában elkészül a 130 km hosszú eifeli vízvezeték, amely Colonia Claudia Ara Agrippinensiumot (ma Köln) látja el ivóvízzel.
- A kis-ázsiai Hierapoliszban kivégzik Jézus egyik tanítványát, Fülöp apostolt.

### Ázsia
- II. Pakórosz pártus király legyőzi lázadó öccsét, II. Vologaészészt.
- Meghal Kudzsula Kadphiszész, az indiai Kusán Birodalom alapítója. Utóda fia, Vima Takto
- Meghal Thalhe, a koreai Silla királya. Utóda fia, Phasza.

## Születések
- Aszpasziosz, görög peripatetikus filozófus
- Asvagósa, indiai költő, filozófus

## Halálozások
- Fülöp apostol
- Kudzsula Kadphiszész, kusán király
- Thalhe, sillai király

## Fordítás
- Ez a szócikk részben vagy egészben  az   AD 80 című angol Wikipédia-szócikk ezen változatának fordításán alapul.  Az eredeti cikk szerkesztőit annak laptörténete sorolja fel. Ez a jelzés csupán a megfogalmazás eredetét és a szerzői jogokat jelzi, nem szolgál a cikkben szereplő információk forrásmegjelöléseként.